# Сандженито, Луча Лаура
Луча Лаура Сандженито (итал. Lucia Laura Sangenito; род. 22 ноября 1910, Стурно, Кампания) — итальянская супердолгожительница, чей возраст подтверждён Группой геронтологических исследований (GRG) и Группой LongeviQuest (LQ). Является старейшей жительницей Италии после смерти Клаудии Баккарини 24 декабря 2024 года. Она также является четвёртым старейшим человеком в мире, седьмым старейшим человеком среди тех, кто родился и живёт в Италии и третьей старейшей жительницей Европы. Её возраст составляет 114 лет 264 дня. Она входит в список старейших людей в мире.

## Биография
Луча Лаура Сандженито родилась в Стурно 22 ноября 1910 года. Вышла замуж в возрасте 23 лет и родила четверых детей, двое из которых умерли вскоре после рождения. На итальянском институциональном референдуме 1946 года она проголосовала за республику. Её мать умерла в возрасте 101 года.
Её муж скончался в 2010 году в возрасте 99 лет, за месяц до её 100-летнего юбилея. В мае 2018 года, в возрасте 107 лет, она упала, сломав бедро, и перенесла сложную операцию. К 110 годам у неё было двое внуков и трое правнуков. В интервью интернет-газете Ottopagine она сказала: «Я принесла много жертв….. Я довольна своей жизнью, даже если бы я умерла прямо сейчас, я была бы счастлива за то, что прожила. Мы всегда благодарим Бога. Что Он хочет, то я и делаю. Он дал мне эти годы, и я ими пользуюсь». Говорят, что она предпочитает легкую пищу, не любит сладости, отдаёт предпочтение овощам и любит бульон по вечерам.
В настоящее время Сандженито живет в Стурно, за ней ухаживает ее дочь Мария. 24 декабря 2024 года, после смерти 114-летней Клаудии Баккарини, Сандженито стала старейшей жительницей Италии.

## Рекорды долголетия
- 23 декабря 2018 года, после смерти Марии Мариконды, стала старейшим живущим жителем Кампании.
- 22 ноября 2020 года Луча стала супердолгожителем.
- 15 января 2022 года она превзошла возраст Терезы Руберто и стала самым старым человеком, когда-либо жившим в регионе Кампания.
- 12 августа 2024 года она превзошла возраст Амалии Бароне, став старейшим человеком, когда-либо родившимся в регионе Кампания.
- 11 сентября 2024 года, после смерти Сильверии Мартин Диас, стала 10-м старейшим ныне живущим человеком в мире.
- 22 ноября 2024 года стала 8-м жителем Италии, 45-м жителем Европы и 226-м человеком в истории, достигшим 114 лет.
- 24 декабря 2024 года, после смерти Клаудии Баккарини, стала старейшим известным человеком, живущим в Италии.
- 30 апреля 2025 года, после смерти Ины Канабарро Лукас, стала 5-м старейшим жителем мира.
- 20 мая 2025 года, после смерти Минэ Кондо, стала 4-м старейшим жителем мира.